# Aïda Lorenz

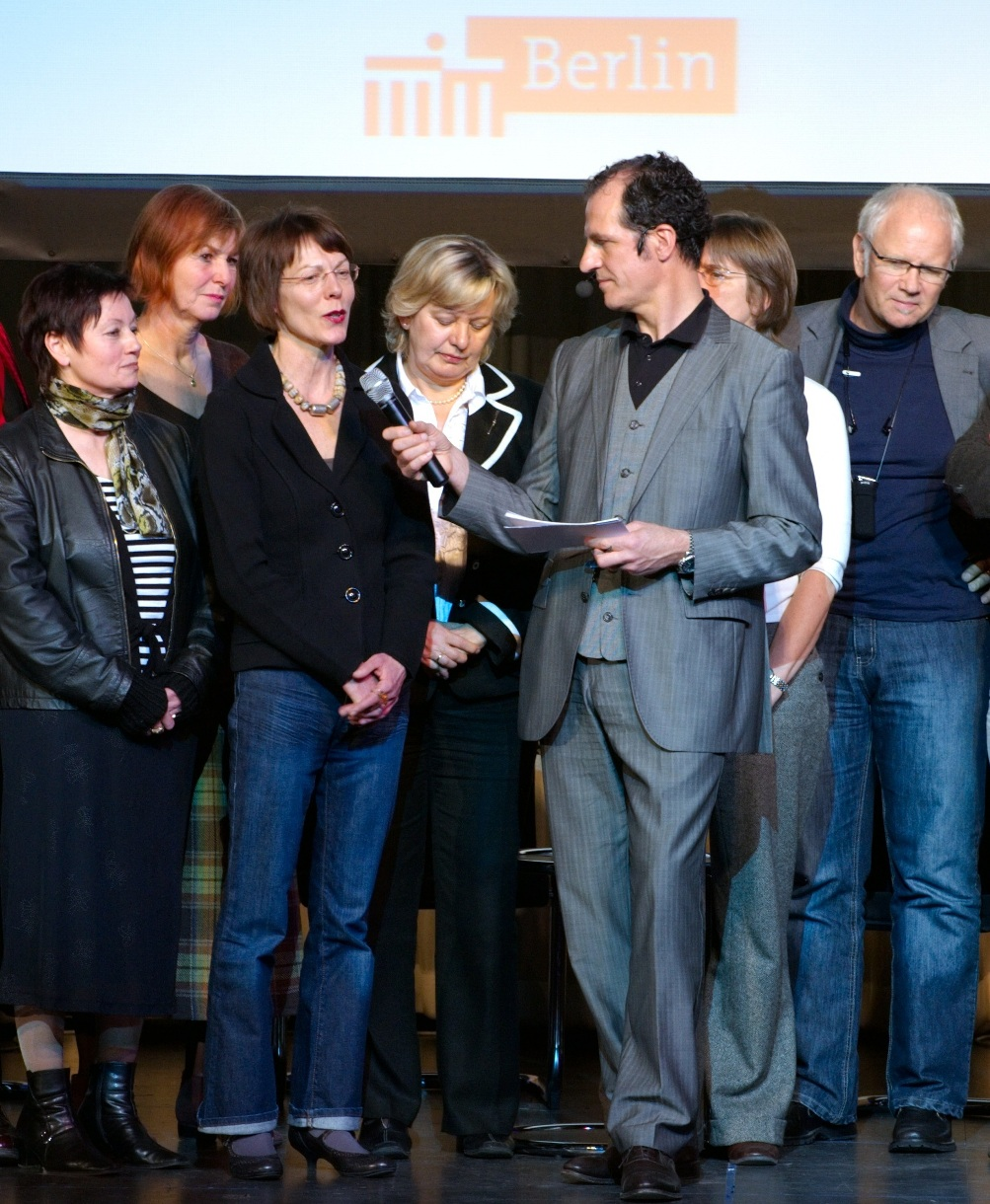
Ehrung engagierter Berliner Buddy-Projekt-Multiplikatoren, links Aida Lorenz (2008)

Aïda Lorenz (* 23. Februar 1947 als Aïda Weiss in Lörrach) ist eine deutsche Notfall-Psychologin und Psychotherapeutin aus Berlin. Sie galt als Spezialistin für Jugendgewaltprävention an Schulen und ist Autorin zahlreicher einschlägiger Texte.

## Leben
Nach dem Abitur in Konstanz studierte Lorenz Psychologie in Tübingen, Konstanz sowie Berlin und schloss ebendort 1972 mit Diplom ab.
Sie arbeitete zunächst in einer Erziehungs- und Familienberatungsstelle, bis 1973 als Dozentin für Psychologie und Pädagogik an einer Erzieherfachschule und begann Nebentätigkeiten als Gerichtsgutachterin und Verfahrenspflegerin. Seit 1974 wurde sie als Psychologin mit Therapieauftrag in der Schulpsychologischen Beratungsstelle Berlin-Wedding tätig.
Aïda Lorenz absolvierte Zusatzausbildungen in Klientzentrierter Gesprächspsychotherapie, ist Supervisorin (BDP), Verhaltenstherapeutin (DGVT), Verfahrenspflegerin in der Familiengerichtsbarkeit, Fachpsychologin für Rechtspsychologie (BDP/DGPs) und Psychologische Psychotherapeutin.
Nach fast 40 Jahren intensiver Berufspraxis im Feld Pädagogischer Psychologie und Kriminologie ist sie seit 2010 nicht mehr hauptberuflich tätig.

## Leistungen

Deckel des Ordners Notfallpläne für Berliner Schulen 2011

Seit 2003 arbeitete Lorenz als Schulpsychologin für Gewaltprävention und Krisenintervention in jenem Schulpsychologischen Beratungszentrum Berlins, das die am meisten belasteten Bezirke Mitte, Wedding und Tiergarten betreut. Im Rahmen dieser Arbeit wurde Aida Lorenz neben ihren Kollegen Bettina Schubert und Manfred Günther überregional bekannt. Sie gab Printmedien wie Die Zeit oder Stern als besonders engagierte Fachfrau Interviews. Über die intensive, alltägliche Praxisarbeit hinaus – d. h. Fallarbeit Opfer/Täter, Schulleiterberatung und Leiten von Notfalleinsätzen – hat sich Lorenz bei der Entwicklung zahlreicher Handreichungen, Handlungsempfehlungen und Broschüren für die Berliner Senatsverwaltung für Bildung hervorgetan. Dazu zählen der Reader "Mutig, klug und handlungsstark", die Visualisierung des Ablaufplans "Hinsehen und handeln" – ein Plakat für alle Berliner Schulen – und die Redaktionsarbeit an den mustergültigen Notfallplänen für (die) Berliner Schulen (Ausgaben 2005, 2011 mit Uhle, Kommnick, Steiniger u. Winther). Mit dem Amoklagen-Forscher Frank Robertz verfasste sie eine verbreitete Handreichung zum Thema.
Lorenz hält Vorträge in der Fachöffentlichkeit sowie auf einschlägigen Foren, ist eine gefragte Expertin fürs Podium und führte regelmäßig Lehrerfortbildungen durch. Ein besonderer Schwerpunkt in den 2000er Jahren war das "Gefängnisprojekt. Gewaltbereite Jugendliche treffen Strafgefangene hinter den Gefängnismauern der Justizvollzugsanstalt Moabit".

## Schriften
- (mit Gabriele Lischke und Bernd Sandock): Das autogene Training in der therapeutischen Kindergruppe, in: "Praxis der Kinderpsychologie und Kinderpsychiatrie" Heft 4, 1981
- (mit Klaus Seifried u. Ria Uhle): Gewaltprävention und Krisenintervention im Schulpsychologischen Dienst Berlins in: SchulVerwaltung Spezial / Fachzeitschrift für SchulLeitung, SchulAufsicht und SchulKultur: Sonderausgabe Nr. 1/2004
- Aufgebaute Netzwerke und Kooperationen und Lehrerfortbildungen zum Umgang mit gewaltbereiten Schülern, in: "Gewaltsignale an Berliner Schulen 2003/04", Heft VI „Verstehen und Handeln“
- Gewalt in der Familie als Schulthema in: „Familie, Partnerschaft, Recht“, 11. Jg. Heft 1–2 2005
- Soziales Lernen in der Berliner Schule in: Berliner Forum Gewaltprävention der Landeskommission Berlin gegen Gewalt – Heft 22 2005
- (mit Sybille Stoevesand): Präventionsarbeit in der Schule lohnt sich! in: Berliner Forum Gewaltprävention. Landeskommission Berlin gegen Gewalt '(Hrsg.) Heft 22 2005:
- (mit Rolf Brückler): AIDA-Projekt – Aggressionsabbau Identitätsförderung Deeskalation Anderswerden, in: Gesprächspsychotherapie und Personzentrierte Beratung 37. Jg., 3 2006
- (mit B. Schubert, W. Steininger u. A. Winther): Hinsehen und Handeln bei Notfällen – ein Jahr Notfallpläne für die Berliner Schule. In: K. Kuhlmann, E. Mittag u. E. Sticker (Hrsg.): Leistung, Lust und Last. Impulse für eine Schule zwischen Aufbruch und Widerstand. Bonn 2006
- Kevin schlägt um sich. Schulpsychologische Vorlage für eine Schulhilfekonferenz in: Sen BWF (Hrsg.): Handeln nach Gewaltvorfällen – Verstehen und Handeln IX, Berlin 2006
- (mit Georg von Strünck): Ein Lehrerkollegium bildet sich fort in: Sen BWF (Hrsg.): Handeln nach Gewaltvorfällen – Verstehen und Handeln IX, Berlin 2006
- Schulverweigerung, in: Familie, Partnerschaft, Recht, 13. Jg., Heft 1–2 / 2007
- Frank Robertz u. Ruben Wickenhäuser: Der Riss in der Tafel – Amoklauf und schwere Gewalt in der Schule, (darin Aida Lorenz, Kap. VII: "Prävention"), Springer Berlin 2007, ISBN 978-3-540-71630-3, 2. aktual. 2010, ISBN 978-3-642-11309-3
- Warum schwänzen Kinder die Schule?, in: Familie, Partnerschaft, Recht, 13. Jg., Heft 12 2007
- Gemeinsam sind wir handlungsfähig – Kollegien bilden sich fort in: SenBWF Berlin (Hrsg.) Gewaltprävention im Miteinander; Verstehen und handeln X
- Unfallkasse Berlin (Hrsg.): (mit Frank Robertz): Amokdrohungen und zielgerichtete Gewalt an Schulen – Erkennen und Verhindern Berlin 2009

## Lehraufträge und Vorträge (Auswahl)
- 2002: Pädagogische Psychologie, Martin-Luther-Universität Halle
- 2004: Humboldt-Universität (Lehramt), Vortrag am 6. Juli „Gewaltprävention an den Schulen und Konfliktlotsen an den Grundschulen im Bezirk Mitte“
- 2006 (14.09. und 11.10.): Freie Universität Berlin, Tagesseminar zur politischen Bildung für die Polizei in Berlin und Brandenburg: 1. Vortrag „Gewalt an Schulen“; 2. Vortrag „Gewalt in den Berliner Schulen und Gewaltprävention“
- 2006 (mit Arno Winther) Bundeskonferenz für Schulpsychologie, Köln, Vortrag am 18. September „Hinsehen und Handeln bei Notfällen – ein Jahr Notfallpläne für die Berliner Schulen“
- 2007: Friedrich-Ebert-Stiftung Berlin, Vortrag am 17. April „Vorschläge zur pädagogischen Intervention bei einem akuten Vorfall im Zusammenhang mit Handygewalt“
- 2010: Sophia University Tokyo, Vortrag am 24. November „Gewaltprävention in der Schule – hinsehen, handeln und sich kümmern“